# Championnat du Paraguay de football 1955
Navigation
Édition précédente Édition suivante
La saison 1955 du Championnat du Paraguay de football est la quarante-quatrième édition de la Primera División, le championnat de première division au Paraguay. Les neuf meilleurs clubs du pays disputent la compétition, sous forme d'une poule unique où chaque équipe rencontre deux fois ses adversaires. Les six premiers du classement s'affrontent une fois de plus lors d'une seconde phase. En fin de saison, pour permettre le passage à un championnat à 8 équipes, les deux derniers du classement sont relégués et remplacés par le champion de deuxième division.
C'est le Club Libertad qui est sacré champion cette saison après avoir terminé en tête du classement final, avec huit points d'avance sur le Club Olimpia et neuf sur le tenant du titre, Cerro Porteño. C'est le septième titre de champion du Paraguay de l’histoire du club.

## Les clubs participants
| - Club Guaraní - Cerro Porteño - Club Olimpia - Club Sol de América - Club Sportivo Luqueño - Club Libertad - Club Presidente Hayes - Club Sportivo San Lorenzo - Club Nacional |

## Compétition

### Classement
| Rang | Équipe                    | Pts | J  | G  | N | P  | Bp | Bc | Diff |
| ---- | ------------------------- | --- | -- | -- | - | -- | -- | -- | ---- |
| 1    | Club Libertad             | 32  | 20 | 15 | 2 | 3  | 47 | 21 | +26  |
| 2    | Club Olimpia              | 24  | 20 | 10 | 4 | 6  | 28 | 19 | +9   |
| 3    | Cerro Porteño             | 23  | 20 | 10 | 3 | 7  | 31 | 27 | +4   |
| 4    | Club Guaraní              | 21  | 20 | 8  | 5 | 7  | 29 | 35 | -6   |
| 5    | Club Sol de América       | 19  | 20 | 7  | 5 | 8  | 30 | 38 | -8   |
| 6    | Club Presidente Hayes     | 14  | 16 | 5  | 4 | 7  | 32 | 35 | -3   |
| 7    | Club Nacional             | 12  | 16 | 3  | 6 | 7  | 27 | 26 | +1   |
| 8    | Club Sportivo Luqueño     | 12  | 16 | 4  | 4 | 8  | 23 | 32 | -9   |
| 9    | Club Sportivo San Lorenzo | 7   | 16 | 2  | 3 | 11 | 15 | 28 | -13  |

| Légende : Qualifications et relégations | Légende : Qualifications et relégations           |
| --------------------------------------- | ------------------------------------------------- |
|                                         | Champion du Paraguay                              |
|                                         | T : Tenant du titre P : Promu de Segunda División |

## Bilan de la saison
| Championnat du Paraguay de football 1955 |                           |
| Champion                                 | Club Libertad (7e titre)  |
| Promotions et relégations                |                           |
| Promus en Primera División               | Club General Genes        |
| Relégués en Segunda División             | Club Sportivo Luqueño     |
| Relégués en Segunda División             | Club Sportivo San Lorenzo |